# Reinhart Dozy
Reinhart Pieter Anne Dozy (Leiden, 21 de febrero de 1820 - Leiden, 3 de mayo de 1883) fue un orientalista neerlandés de origen francés hugonote. 
Sus antepasados emigraron a Países Bajos al revocarse el Edicto de Nantes. Dozy estudió en la Universidad de Leiden, donde se doctoró en 1844; allí fue también profesor de historia desde 1850, y titular desde 1857. Especialista en los asentamientos musulmanes de Occidente, sus estudios sobre el Cid y las Taifas constituyeron una aportación para la historiografía española, aunque sus hipótesis han quedado desacreditadas. Sus principales obras son Investigaciones sobre la historia política y literaria de España durante la edad media (1849) e Historia de los musulmanes de España hasta la conquista de Andalucía por los almorávides, publicada en 1861.

## Obras
- Historia de los almmohades de Al-Marrakushi (Leiden, 2ª edición, 1881).
- Scriptorum Arabum loci de Abbaditis (Leiden, 1846-1863, 3 vols.).
- Edición de Ibn-Adhari Historia de África y España (Leiden, 1848-1852, 3 vols.)
- Dictionnaire détaillé des noms des vétements chez les Arabes (Amsterdam, 1845)
- Histoire des Mussulmans d'Espagne, jusqu'à la conquéte de l'Andalousie par les Almoravides, 711-1110 (Leiden, 1861; 2ª edición, ibid., 1881)
- Recherches sur l'histoire et la littérature de l'Espagne pendant le moyen âge (Leiden, 2 vols., 1849; 2ª y 3ª ed., completamente refundida, 1860 y 1881).
- Supplement aux dictionnaires arabes (Leiden, 1877-1881, 2 vols.)
- Glossaire des mots espagnols et portugois, dérivés de l'Arabe, editado con el doctor W. H. Engelmann de Leipzig (Leiden, 1866; 2ª edición, 1868).
- Edición de Ahmad ibn Muhammad al-Maqqari, Analectes sur l'histoire et la littérature des Arabes d'Espagne (Leiden, 1855-1861, 2 vols.)
- Con su amigo y sucesor, Michael Jan de Goeje, editó al-Idrisi, Description de l'Afrique et de l'Espagne (1866) y Calendrier de Cordoue de l'année 961; texte arabe et ancienne traduction latine (Leiden, 1874).
- Het Islamisme (Islamismo; Haarlem, 1863, 2ª edición, 1880; traducción francesa)
- De Israelieten te Mekka ("The Israelites at Mecca," Haarlem, 1864).